# Paschwitz (Adelsgeschlecht)

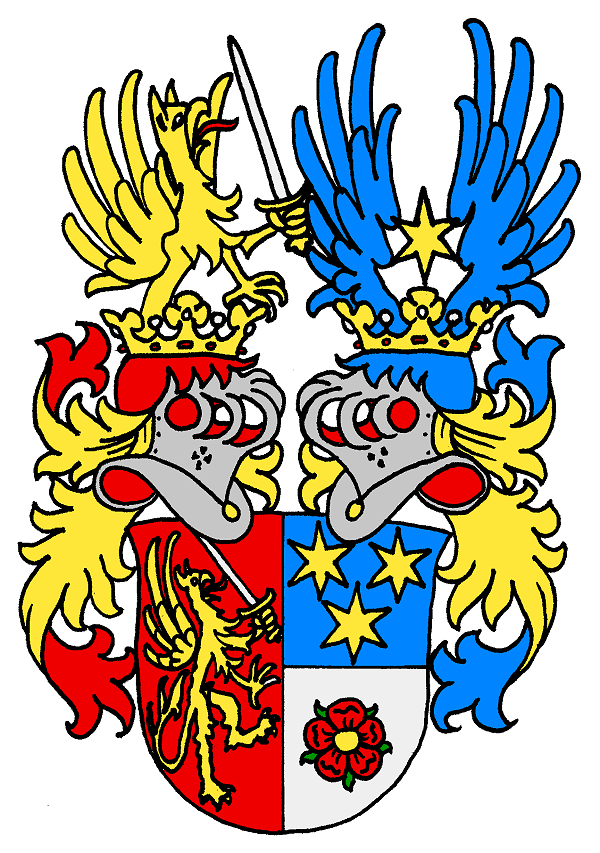
Wappen derer von Paschwitz

Paschwitz ist der Name eines deutschen Adelsgeschlechts, dessen Stammvater Samuel Johann Parsch, Gutsherr auf Sophienthal (heute Ortsteil von Warmensteinach, Landkreis Bayreuth), Lehrer der Rechtswissenschaften und markgräflich brandenburgisch-kulmbacher Hofrat in Bayreuth war.

## Adelserhebungen
- Reichsritterstand mit Wappenbesserung am 23. Dezember 1715 mit „Ritter und Edler von Paschwitz“ für Samuel Parsch, Hofrat in Bayreuth.
- Immatrikulation im Königreich Bayern bei der Ritterklasse am 22. Juli 1814 für Gottlieb Ritter und Edler von Paschwitz, königlich bayerischer Forstmeister in Erlangen, und dessen Geschwister.

## Wappen von 1715
Gespalten, rechts in Rot einwärts gekehrt ein Schwert schwingender goldener Greif, links geteilt, oben in Blau drei (2, 1) goldene Sterne, unten in Silber eine rote Rose. Zwei Helme, auf dem rechten mit rot-goldenen Decken der Greif wachsend, auf dem linken mit blau-goldenen Decken ein goldener Stern zwischen offenem blauen Flug.

## Namensträger
- Ernst von Rebeur-Paschwitz (1861–1895), deutscher Astronom und Geophysiker
- Hubert von Rebeur-Paschwitz (1863–1933), deutscher Marineoffizier
- Karl von Paschwitz (Offizier) (1793–1872), deutscher Oberstleutnant
- Karl von Paschwitz (Ingenieur) (1837–1880), deutscher Ingenieur und Baumeister